# Understatssekreterare
Understatssekreterare är i vissa länder en chefstjänsteman i ett  ministerium eller departement. 

## Understatssekreterare efter länder

### Italien
Understatssekreteraren (Sottosegretario di Stato) är närmaste medarbetare till ministrar i den italienska regeringen, och motsvarar en svensk statssekreterare. Ämbetet är politiskt tillsatt och utnämns av presidenten på konseljpresidentens (regeringschefen) förslag. 
Under den italienska monarkin var ministrarnas titel statssekreterare (segretario di Stato), och deras biträdande blev således understatssekreterare. Vid republikens införande ersattes ministertiteln med ministro, medan de biträdande behöll titeln understatssekreterare. 

### Storbritannien
I Storbritannien är understatssekreterare dels titeln på högsta opolitiskt tillsatta ämbetsmannen (Permanent Under-Secretary of State) i ett regeringsdepartement, och dels titeln på en lägre politiskt tillsatt ämbetsman (Parliamentary Under-Secretary of State). Den senare är alltid ledamot av parlamentet för regeringspartiet och står i rang under såväl ministern (Secretary of State) som statssekreteraren (Minister of State). 

### USA
I USA är understatssekreteraren (Under Secretary of State) en hög tjänsteman på utrikesdepartementet, (Department of State). Mellan 1919 och 1972 var understatssekreteraren utrikesministerns närmsta medarbetare. Efter 1972 finns det flera understatsekreterare, och står under såväl utrikesministern som biträdande utrikesministern (Deputy Secretary of State) i rang.
I övriga departement motsvaras understatssekreteraren av Under Secretary of X, till exempel Under Secretary of Treasury på finansdepartementet (Department of the Treasury).